# Le Rime
Le Rime (Les rimes) són un grup de poemes lírics de Dante Alighieri escrits al llarg de la seva vida i basats en la variada diversitat existencial i experiències estilístiques. No van ser dissenyats com una col·lecció pel mateix Dante, sinó que van ser recollits i encarregats més tard per la crítica moderna.
Una subsecció de la col·lecció és un grup de quatre poemes coneguts com a Rime Petrose, poemes d'amor dedicats a una dona anomenada Petra, composts cap al 1296. Estilísticament, aquests poemes es consideren una transició entre la lletra amorosa de La Vita Nuova i el tema més sagrat de la Divina Comèdia.

## Categorització cronològic-estilística
La disposició de tot el poema de Dante proposada per Michele Barbi (1921) segueix una categorització temàtica-formal:
1. lírica de Vita Nuova;
2. lírica de l'època de la Vita Nuova;
3. tenzone amb Forese Donati, en què els dos amics, a la manera de la lírica "còmic-realista", intercanvien insults;
4. rimes al·legòriques i doctrinals, incloses les cançons de Convivio;
5. rimes per a l'anomenada pargoletta, que va baixar del cel per mostrar la seva bellesa i reticent a enamorar-se, per la seva giovanezza malhumorada;
6. rimes "petrose", que està dedicada a una dona indicada com a Pietra, per la seva insensibilitat i el seu rebuig a l'amor;
7. rimes diverses de l'època de l'exili (la més alta i coneguda, de totes, és "Tre donne intorno al cor mi son venute").

## Edicions
- Dante Alighieri. Le rime.  E. Moore, 1894.
- Dante Alighieri. Rime. Nuova raccolta di classici italiani annotati n.1.  Einaudi, 1939. - II ed. riveduta e accresciuta, Einaudi, 1946, riproduzione in facsimile 1965; Collana NUE n.64, Einaudi, 1965-1993; Con un saggio di Maurizio Perugi, Collana Einaudi Tascabili n.256, Einaudi, 1995; Collana ET Classici, Einaudi, 2007, 2021, ISBN 978-88-062-5029-4.